# Гросшвабхаузен
Гросшвабхаузен (нем. Großschwabhausen) — община в Германии, в земле Тюрингия.
Входит в состав района Веймар. Подчиняется управлению Меллинген. Население составляет 1085 человек (на 31 декабря 2010 года). Занимает площадь 8,03 км².